# Adygejsk
Adygejsk (in russo Адыгейск?) è una città della Russia nella Repubblica di Adighezia, situata a circa 100 km da Majkop. 

## Storia
L'insediamento venne fondato nel 1969 a causa della costruzione del serbatoio di Krasnodar; nel 1976 fu ribattezzato Teučežsk, per poi tornare nel 1992, quando gli venne conferito lo statuto di città, all'originario toponimo.

## Località
- Gatlukaj
- Psekups